# Abramites eques
Abramites eques is een straalvinnige vissensoort uit de familie van de kopstaanders (Anostomidae). De wetenschappelijke naam van de soort is voor het eerst geldig gepubliceerd in 1878 door Franz Steindachner.

## Verspreidingsgebied
De soort komt voor in de Magdalena in Colombia.